# Luật Môi-se

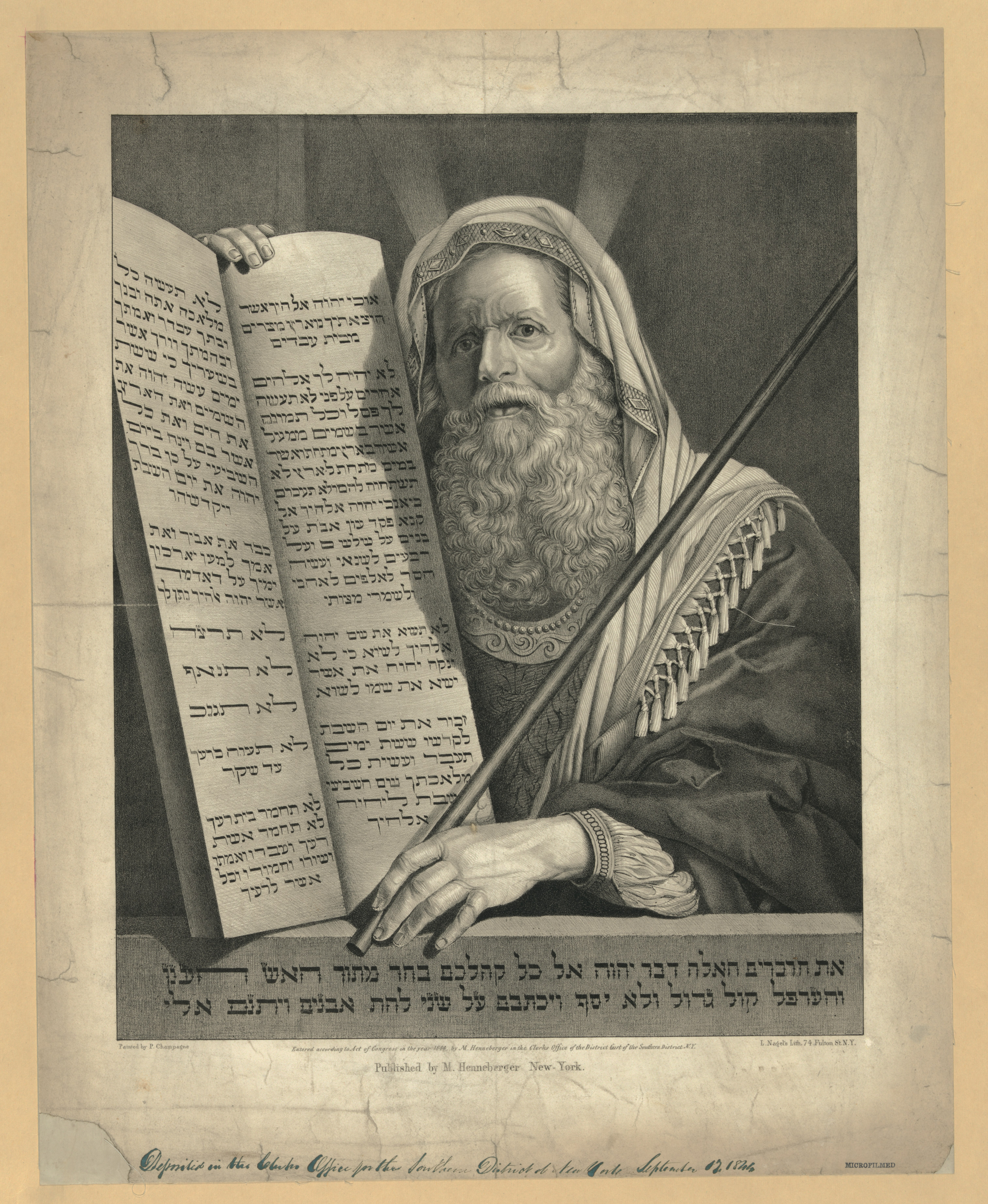
Hình minh hoạ ông Mô-sê và mười điều răn

Luật Mô-sê hay Luật Môi-se (tiếng Hebrew: Torat Moshe תֹּורַת מֹשֶׁה) là thuật từ Kinh Thánh được thấy trước tiên ở trong sách Joshua 8:31-32 khi Joshua (Giô-suê hay Giô-sua) khắc bản sao luật pháp của Mô-sê lên bàn thờ đá trên núi Ebal. Đây là luật tôn giáo của người dân Israel cổ đại trên núi Sinai, trước thời Vương quốc Israel. Theo Cựu Ước, luật pháp đã được trao cho người dân thông qua Mô-sê. Nó vẫn là cơ sở của Do Thái giáo.